# Margit Krammer
Margit Krammer (* in Graz) ist eine österreichische Bildende Künstlerin, Cartoonistin und Illustratorin.

## Biografie
Krammer absolvierte das Studium der Bühnengestaltung an der Universität für Musik und Darstellende Kunst in Graz und schloss es 1987 mit dem Titel Magistra Artium ab. 1988 folgte ein Praktikum in den Malerwerkstätten der Bühnen Graz und Assistenz im Schauspielhaus Graz. 1986 und 1990 besuchte sie die Klassen für Cartoon, Illustration und Zeichnung an der Internationalen Sommerakademie für Bildende Kunst in Salzburg bei Friedrich Karl Waechter und Jiří Šalamoun.
Der künstlerische Schaffensweg Margit Krammers begann nach Abschluss ihres Studiums in Graz mit Bühnenarbeiten für Theater, Cabaret und Kleinkunst. Danach zeigte sie ihre Cartoons und Comics in ersten Ausstellungen und zeichnete für Zeitungen, Zeitschriften und Verlage.
Helmut Eisendle in der Wiener Zeitung zu Krammers Cartoons: „Das Lächeln ist der Schatten des Cartoons. Eine Karikatur kann überraschen oder beim ersten Anblick ihre Wirkung und das, was im Kopf der Zeichnerin vorgegangen ist, verbergen. Indem Cartoons zum Nachdenken anregen, sind sie ein Surplus der journalistischen Kolportage, etwas, das deren Wert erhöht oder ihr eine Pointe, ein Aperçu, ein Bonmot verleiht.“
Zeichnungen und Objekte sowie Illustrationen für Projekte im kulturellen und sozialen Bereich entstanden. Ab 1994 wurden Zeichnungen und Objekte von Krammer im In- und Ausland gezeigt.
Die Kulturjournalistin und Autorin Birgit Schwaner schrieb zu Krammers zeichnerischen Arbeiten: „Margit Krammers Zeichnungen könnte man gut als poetische Bilder beschreiben. Nicht unbedingt, weil sich die Künstlerin, wie sie sagt, gern von ‚Literarischem‘ anregen läßt, um ‚meine eigene Bildwelt entstehen zu lassen. Bilder im Kopf, Erinnerungsbilder, Traumbilder, Innenschau, Gedankengebilde, die kein reales Auge brauchen.‘ Vielmehr erinnert die lakonische Verknappung und Konzentration, die in diesen auf den ersten Blick so heiteren Zeichnungen geschieht, an die Form der Metapher. Wo ständig vertauscht wird, um sichtbar zu machen.“
Krammer war 1999–2006 Mitglied beim Bundesverband Bildender Künstlerinnen und Künstler Deutschland, 1999–2006 bei der Heidelberger Künstlergruppe 79, und 1991–2003 bei Design Austria. Sie gehört der Verwertungsgesellschaft Bildender Künstler Österreichs an.

## Bühnenarbeiten (Auswahl)
- 1988–90 Die Tellerwäscher/Steirisches Puppentheater, Graz
- 1988 Kleinkunstbühne Hin & Wider, Graz
- 1989–90 Kulturzentrum bei den Minoriten, Graz

## Cartoons und Illustrationen (Auswahl alphabetisch)
Alpen-Adria Universität Klagenfurt; Augustin, Wien; BM für Umwelt, Jugend und Familie; Burgtheater, Wien; Der Standard, Wien; Die Tellerwäscher, Steirisches Puppentheater, Graz; Fe.mail, Wien; Jugend am Werk; Karl Franzens-Universität Graz; Kleine Zeitung, Graz; Kulturzentrum bei den Minoriten, Graz; Kurier, Wien; Land Steiermark; Marie-Thérèse Escribano; NINLIL, Verein gegen sexuelle Gewalt an Frauen mit Lernschwierigkeiten und Mehrfachbehinderung; Skrt, Prag; Stadt Wien, Frauengesundheitsprogramm; Tagesanzeiger Zürich; Theater des Kindes, Linz; Verein Frauen-Service, Klagenfurt; Verlag Droschl, Graz; Verlag Veritas, Linz; WAS, Graz; Welt der Frauen, Die österreichische Frauenzeitschrift; Wiener Papier; Wiener Zeitung, EXTRA

## Einzelausstellungen (Auswahl)

### Cartoons und Comics
- 2013 Next Comic Festival, Linz im Adalbert Stifter Haus
- 2006 Stadt Bruck an der Mur, Eduard Schwarz – Haus
- 2000 Buchhandlung Himmelheber, Heidelberg
- 1998 Design Austria, Wien
- 1995 L`atelier Q, Wien
- 1995 EGA Frauen Kultur- u. Kommunikationszentrum, Wien
- 1990–92 Katholische Hochschulgemeinden Graz, Leoben und Klagenfurt

### Zeichnungen und Objekte
- 2013 Adalbert Stifter Haus, Linz
- 2010 Galerie vor Ort, Wien
- 2009 Privatklinik Graz-Ragnitz, Graz
- 2008 Galerie 73, Wien
- 2007 Atelier Walter Wittmann, Wien, gemeinsam mit Birgit Schwaner (Texte) und Bodo Hell (Texte)
- 2004 Galerie Kammerer, Graz
- 2002 metall & form, Heidelberg
- 2001 Galerie Margarete Hell, Bruck an der Mur
- 2000 Presseclub Concordia, Wien, gemeinsam mit Friederike Mayröcker (Texte)
- 1998 Galerie-Artothek „Alte Schmiede“, Wien
- 1998 Design Austria, Wien
- 1996 Josef-Krainer-Haus, Graz
- 1995 L`atelier Q, Wien
- 1995 EGA Frauen Kultur- u. Kommunikationszentrum, Wien
- 1994 Galerie Club alpha, Wien
- 1994 Galerie Kammerer, Graz

## Gruppenausstellungen (Auswahl)

### Cartoons und Comics
- 2012–2013 MuseumsQuartier Wien, Komische Künste
- 2010 Internationales Cartoon Festival, Langnau
- 2010–2012 Karikaturmuseum Krems, AUF INS MUSEUM – Die Jubiläumsschau
- 2009 Karikaturmuseum Krems, Tierisch Komisch – Das Animalische in der Karikatur
- 2008 Karikaturmuseum Krems, Erotik in der Karikatur
- 2008 Karikaturmuseum Krems, Der Ball 08 – Karikaturen zur Europameisterschaft
- 2004 Kabinett für Wort und Bild, MuseumsQuartier Wien
- 2004 Literaturhaus Wien, gemeinsam mit Bodo Hell (Texte)
- 2000 und 2001 Comic-Galerie Krim, Wien
- 1997–1998 UNICEF Wanderausstellung, Bologna, Teheran, Wien
- 1986 und 1990 Internationale Sommerakademie für Bildende Kunst Salzburg

### Zeichnungen und Objekte
- 2013 Künstlerhaus Wien
- 2011 Muzeul de Arta Timisoara, România
- 2011 Festival DIE.female, Palais Kabelwerk Wien
- 2009 kleine galerie, Wien
- 2009 Q202 Atelier-Rundgang, Atelier Monika Frank, Wien
- 2007 NÖ DOK Dokumentationszentrum für Moderne Kunst, St. Pölten
- 2006 Galerie Wolfgang Exner, Wien
- 2004 Pécsi Galéria, Pécs, Ungarn
- 2003 Forum für Kunst, Heidelberg
- 2002 Schloßscheune Fußgönheim in der Pfalz
- 1998 Galerie SODO, Tokyo

## Auszeichnungen
- 2020: Outstanding Artist Award für Karikatur und Comics[3]
- 2008 Kunst für Menschen in Not
- 1996 Joseph Binder Award
- 1993 Kunst & Kunst & Kunst

## Öffentliche Ankäufe
- 2012 Oesterreichische Nationalbank
- 2012 Kunstsammlung des Landes Niederösterreich
- 2006 Stadt Bruck an der Mur
- 2004 Oesterreichische Nationalbank
- 2002 Landesmuseums Joanneum / Neue Galerie
- 1998 Stadt Wien